# Дисненский район
Ди́сненский район (бел. Дзісенскі раён) — административно-территориальная единица в Белорусской ССР в 1940—1959 годах, входившая в Вилейскую, затем — в Полоцкую и Молодечненскую область.
Дисненский район с центром в городе Дисна был образован в Вилейской области 15 января 1940 года, в октябре установлено деление на 12 сельсоветов. Площадь района составляла около 800 км². 20 сентября 1944 года передан в состав Полоцкой области. 8 января 1954 года в связи с упразднением Полоцкой области передан в состав Молодечненской области. 16 июля 1954 года было пересмотрено деление района на сельсоветы. 10 марта 1958 года к району присоединён Старинковский сельсовет Плисского района. 3 октября 1959 года район упразднён, его территория была разделена между Миорским и Плисским районами: райцентр, а также Николаевский, Стефанпольский и Турковский сельсоветы переданы Миорскому району, Заутьевский, Малиновский, Старинковский и Язненский — Плисскому.
Сельсоветы
- Дворищенский (1940—1954);
- Заозерицкий (1940—1954);
- Заутьевский (1954—1959);
- Королевский (1940—1954);
- Красногорский (1940—1954);
- Липатинский (1940—1954);
- Малиновский (1954—1959);
- Млынаровский (1940—1954);
- Николаевский (1940—1959);
- Проселковичский (1940—1954);
- Старинковский (1958—1959);
- Стефанпольский (1954—1959);
- Турковский (1954—1959);
- Турчинский (1940—1954);
- Чаронковский (1940—1954);
- Шантировский (1940—1954);
- Язненский (1940—1959).